# آرتورو اومبرتو ایلیا
آرتورو اومبرتو ایلیا (انگلیسی: Arturo Umberto Illia; زاده ۴ اوت ۱۹۰۰ – درگذشته ۱۸ ژانویهٔ ۱۹۸۳) سیاست‌مدار اهل آرژانتین بود.